# Manx2
Manx2 était une compagnie aérienne basée sur l'île de Man. Elle réalisait des vols réguliers reliant l'aéroport de l'île aux villes de Blackpool, Belfast et Leeds–Bradford.
Il s'agissait d'une compagnie dite "virtuelle", elle ne possédait pas d'avions mais commercialisait uniquement des vols réalisés par d'autres compagnies.

## Histoire
- 11 mai 2006 : annonce du lancement de la compagnie.
- 15 juillet 2006 : premier vol à destination de Blackpool et de Belfast. L'ouverture d'une ligne à destination de l'aéroport de Leeds-Bradford a été annoncée pour le 12 août.
- 10 février 2011 : un Fairchild Metroliner de la compagnie (Vol 7100 Manx2) s'écrase à l'atterrissage à l'aéroport de Cork tuant 6 personnes et faisant 6 blessés [1].
- 22 novembre 2012 : annonce de la liquidation de la compagnie après un dernier vol commercial pour le 31 décembre 2012. Les activités sont reprises au sein d'une nouvelle compagnie nommée Citywing (en).

## Flotte

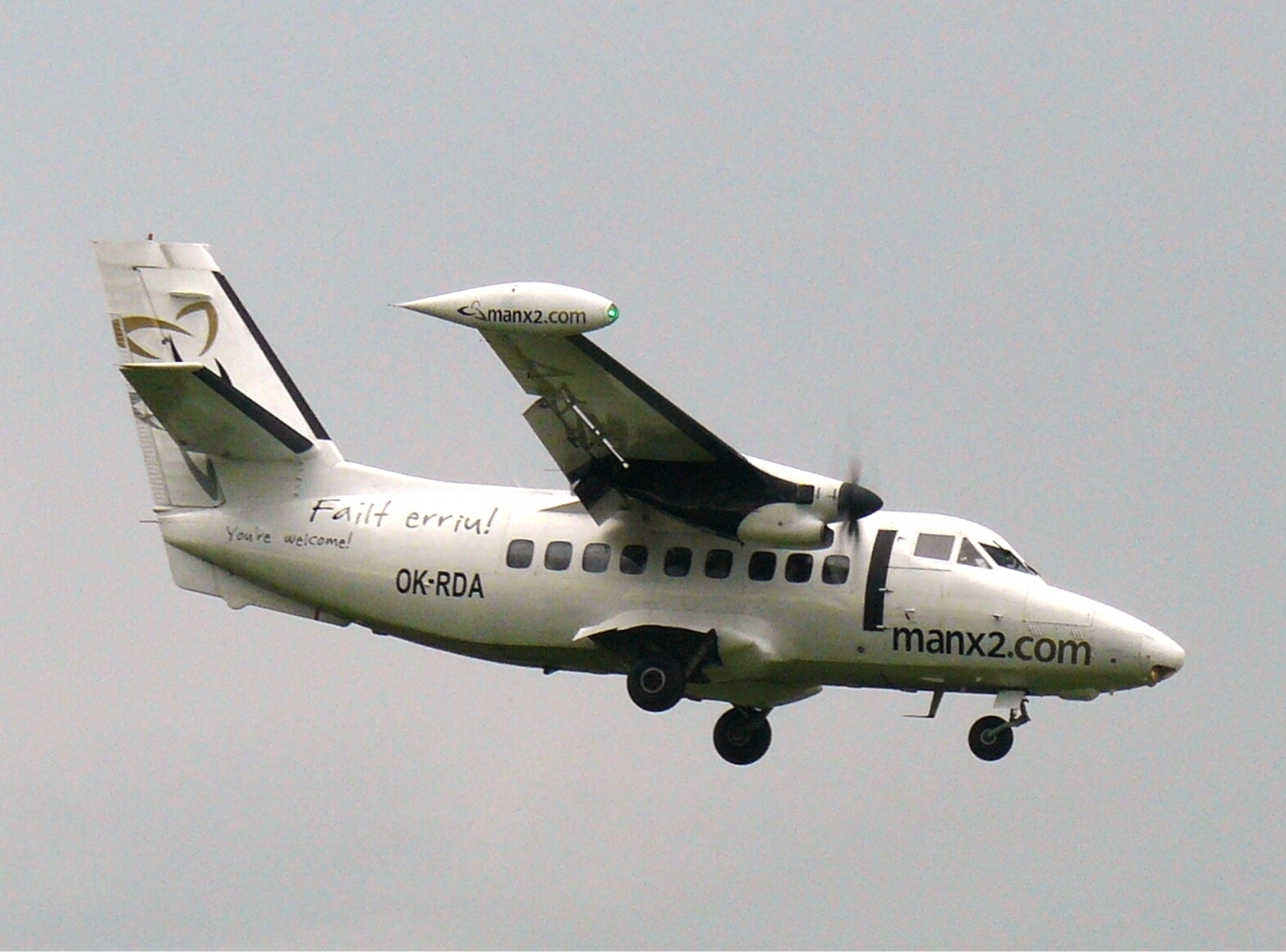
Let L-410 de Manx2.

| Appareil           | Nombre | Sièges | Opéré par           |
| ------------------ | ------ | ------ | ------------------- |
| Jetstream 31       | 2      | 19     | Links Air (en)      |
| Let L-410 Turbolet | 4      | 17     | Van Air Europe (en) |
| Total              | 6      |        |                     |